# Oligodon arnensis
Oligodon arnensis este o specie de șerpi din genul Oligodon, familia Colubridae, descrisă de Tsen-Hwang Shaw în anul 1802. Conform Catalogue of Life specia Oligodon arnensis nu are subspecii cunoscute.

## Galerie

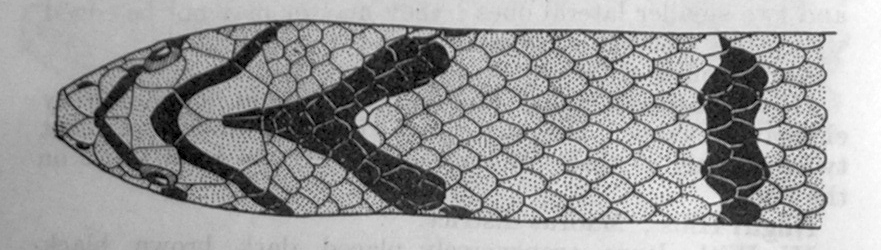
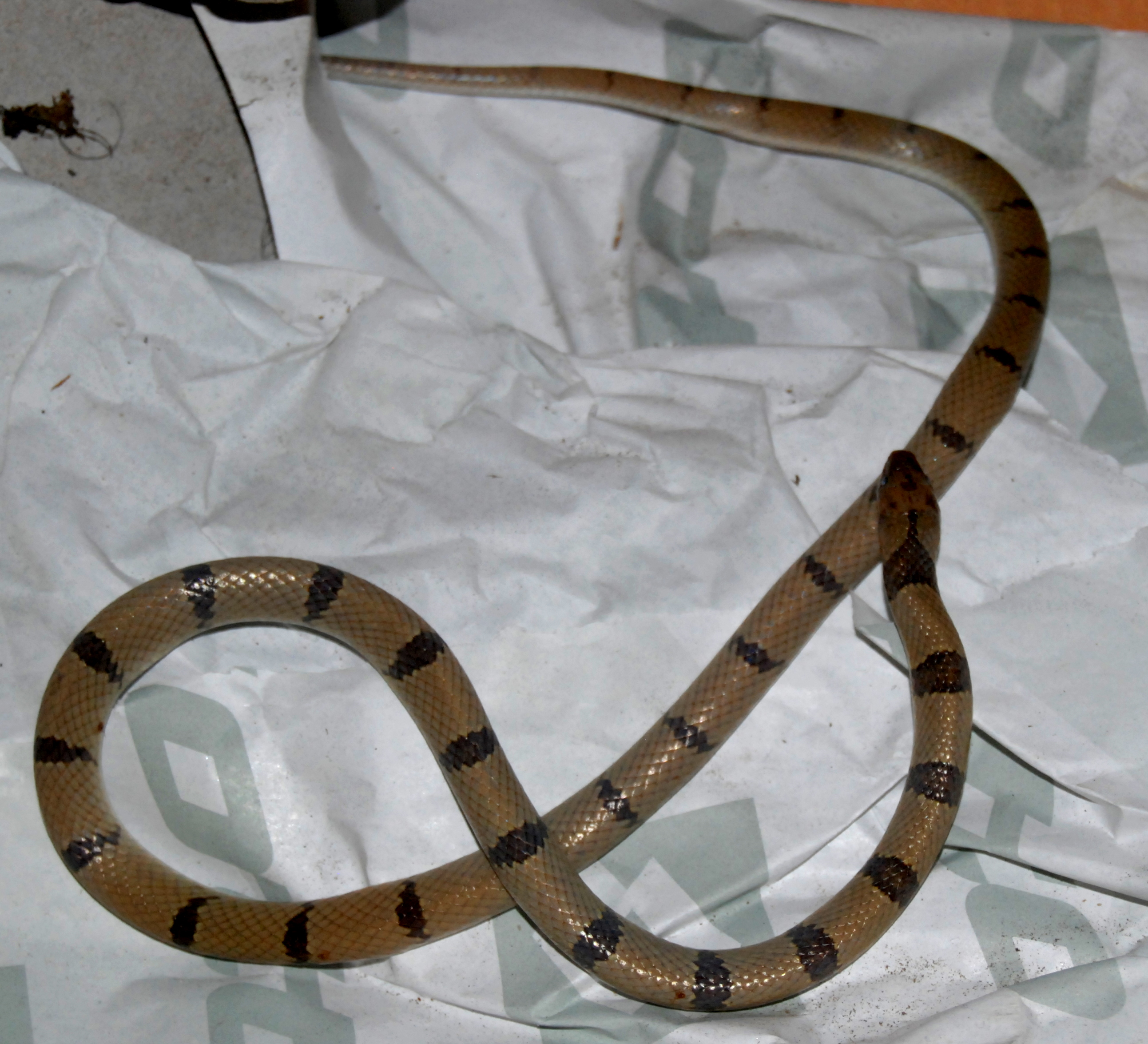
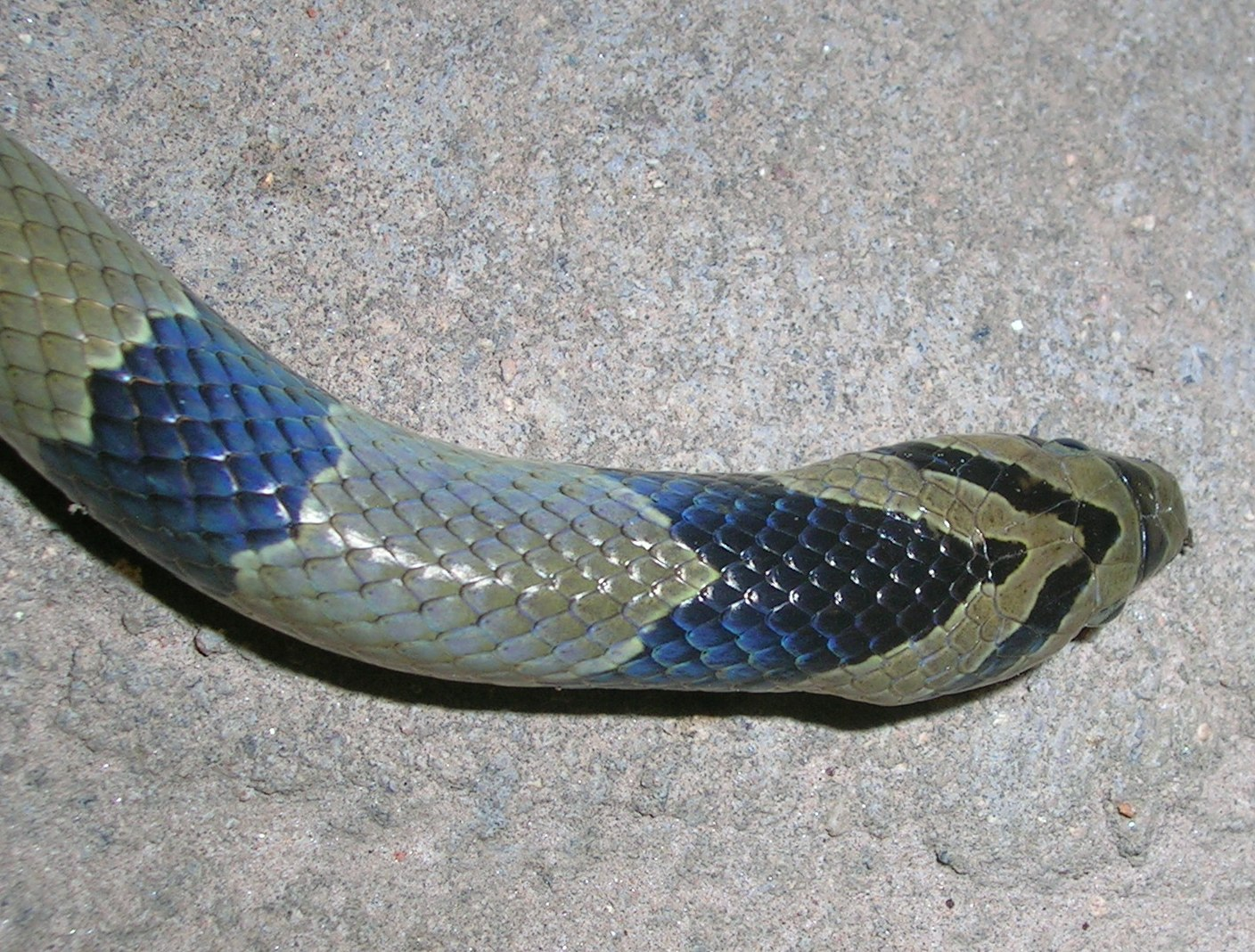